# لامار سميث (فلاح)
لامار سميث (بالإنجليزية: Lamar Smith) هو فلاح أمريكي، ولد في 1892، وتوفي في 13 أغسطس 1955 في بروكهافن في الولايات المتحدة.